# Tobol Kostanaj FK
Tobol Kostanaj FK, kazašsky Тобыл Қостанай Футбол Клубы, je kazachstánský fotbalový klub z města Kostanaj založený roku 1967. Od založení kazachstánské Premjer Ligasy v roce 1992 byl jejím pravidelným účastníkem (s výjimkou let 1997 a 1998). Vyhrál ji dvakrát, a to v letech 2010 a 2021. V roce 2007 vyhrál kazachstánský fotbalový pohár a také Pohár Intertoto, když porazil postupně gruzínský klub FC Zestafoni, český FC Slovan Liberec a řecký OFI Kréta a postoupil tak do Poháru UEFA. Od roku 1995 nese jméno řeky Tobol (Тобыл), která protéká městem.
Klubové barvy jsou žlutá a zelená.

## Úspěchy

### Domácí
- Premjer Ligasy – 2× vítěz (2010, 2021)[2]
- Kazachstánský fotbalový pohár – 1× vítěz (2007)[3]

### Mezinárodní
- Pohár Intertoto – 1× vítěz – kvalifikace do Poháru UEFA (2007)[1]

## Výsledky v evropských pohárech
Pozn.: chybí účast v Poháru Intertoto
| Sezóna  | Soutěž                         | Kolo        |                     | Soupeř              | Skóre               |
| ------- | ------------------------------ | ----------- | ------------------- | ------------------- | ------------------- |
| 2006/07 | Pohár UEFA                     | 1. předkolo | Švýcarsko           | FC Basilej          | 1–3, 0–0            |
| 2007/08 | Pohár UEFA                     | 2. předkolo | Polsko              | Dyskobolia Grodzisk | 0–1, 0–2            |
| 2008/09 | Pohár UEFA                     | 1. předkolo | Rakousko            | FK Austria Wien     | 1–0, 0–2            |
| 2009/10 | Evropská liga UEFA             | 2. předkolo | Turecko             | Galatasaray SK      | 1–1, 0–2            |
| 2010/11 | Evropská liga UEFA             | 1. předkolo | Bosna a Hercegovina | HŠK Zrinjski Mostar | 1–2, 1–2            |
| 2011/12 | Liga mistrů UEFA               | 2. předkolo | Slovensko           | Slovan Bratislava   | 0–2, 1–1            |
| 2018/19 | Evropská liga UEFA             | 1. předkolo | Gruzie              | FC Samtredia        | 2–0, 1–0            |
| 2018/19 | Evropská liga UEFA             | 2. předkolo | Arménie             | Pjunik Jerevan      | 2–1, 0–1 (v. g.)    |
| 2019/20 | Evropská liga UEFA             | 1. předkolo | Lucembursko         | Jeunesse Esch       | 1–1, 0–0 (v. g.)    |
| 2021/22 | Evropská konferenční liga UEFA | 2. předkolo | Chorvatsko          | Hajduk Split        | 4–1 (p. p.), 0–2    |
| 2021/22 | Evropská konferenční liga UEFA | 3. předkolo | Slovinsko           | MŠK Žilina          | 0–1, 0–5            |
| 2022/23 | Liga mistrů UEFA               | 1. předkolo | Maďarsko            | Ferencvároš         | 0–0, 1–5            |
| 2022/23 | Evropská konferenční liga UEFA | 2. předkolo | Gibraltar           | Lincoln Red Imps    | 2–0, 1–0            |
| 2022/23 | Evropská konferenční liga UEFA | 3. předkolo | Bosna a Hercegovina | Zrinjski Mostar     | 1–1, 0–1            |
| 2023/24 | Evropská konferenční liga UEFA | 1. předkolo | Finsko              | FC Honka            | 2–1, 0–0            |
| 2023/24 | Evropská konferenční liga UEFA | 2. předkolo | Švýcarsko           | FC Basilej          | 1–2, 3–1            |
| 2023/24 | Evropská konferenční liga UEFA | 3. předkolo | Severní Irsko       | Derry City          | 1–0, 0–1 (pen. 6–5) |
| 2023/24 | Evropská konferenční liga UEFA | 4. předkolo | Česko               | Viktoria Plzeň      | 1–2, 0–3            |

## Hráči

### Soupiska
Aktuální k datu: 31. srpna 2023

Pozn.: Vlajky znamenají příslušnost k národnímu týmu, jak ji definují pravidla FIFA. Obecně mohou hráči mít i více občanství souběžně.
| Číslo |                     | Pozice | Hráč                       |
| ----- | ------------------- | ------ | -------------------------- |
| 3     | Kazachstán          | O      | Roman Asrankulov           |
| 4     | Srbsko              | O      | Ivan Rogač                 |
| 5     | Kazachstán          | O      | Danijar Semčenkov          |
| 6     | Bosna a Hercegovina | Z      | Jovan Ilić                 |
| 7     | Kazachstán          | Z      | Žaslan Žumašev             |
| 8     | Pobřeží slonoviny   | Ú      | Serges Déblé               |
| 10    | Kazachstán          | Z      | Serikžan Mužikov (kapitán) |
| 11    | Kazachstán          | Z      | Islam Česnokov             |
| 12    | Kazachstán          | B      | Sultan Busurmanov          |
| 13    | Bělorusko           | Z      | Pavel Zabelin              |
| 14    | Kazachstán          | Z      | Samat Žarynbetov           |
| 15    | Rusko               | O      | Albert Gabarajev           |
| 17    | Kazachstán          | O      | Timur Žakupov              |

| Číslo |                     | Pozice | Hráč                             |
| ----- | ------------------- | ------ | -------------------------------- |
| 18    | Rusko               | Z      | Pavel Kirejenko                  |
| 19    | Bosna a Hercegovina | Ú      | Momčilo Mrkaić                   |
| 21    | Srbsko              | Z      | Miljan Vukadinović               |
| 23    | Rusko               | B      | Ivan Konovalov                   |
| 24    | Kazachstán          | O      | Bagdat Kairov                    |
| 30    | Srbsko              | O      | Bojan Mlađović                   |
| 39    | Kazachstán          | Z      | Bekzat Jermekbajev               |
| 47    | Kazachstán          | Z      | Vjačeslav Kulpeisov              |
| 51    | Kazachstán          | Z      | Bejbit Galym                     |
| 70    | Srbsko              | Z      | Igor Ivanović (hostuje z Astany) |
| 90    | Ukrajina            | Z      | Jevhen Šachov                    |
| 97    | Kazachstán          | Z      | Ruslan Valiullin                 |

Dres s číslem 9 je navždy vyřazen na počest záložníka Nurbola Žumaskalijeva, dlouholetého hráče klubu.

## Čeští hráči v klubu
Seznam českých hráčů, kteří ve své kariéře působili v Tobolu Kostanaj:
- Vít Turtenwald[5]
- Štěpán Kučera[5]
- Ondřej Kušnír[5]
- Filip Klapka
- Egon Vůch